# 科隆迪耶巴省

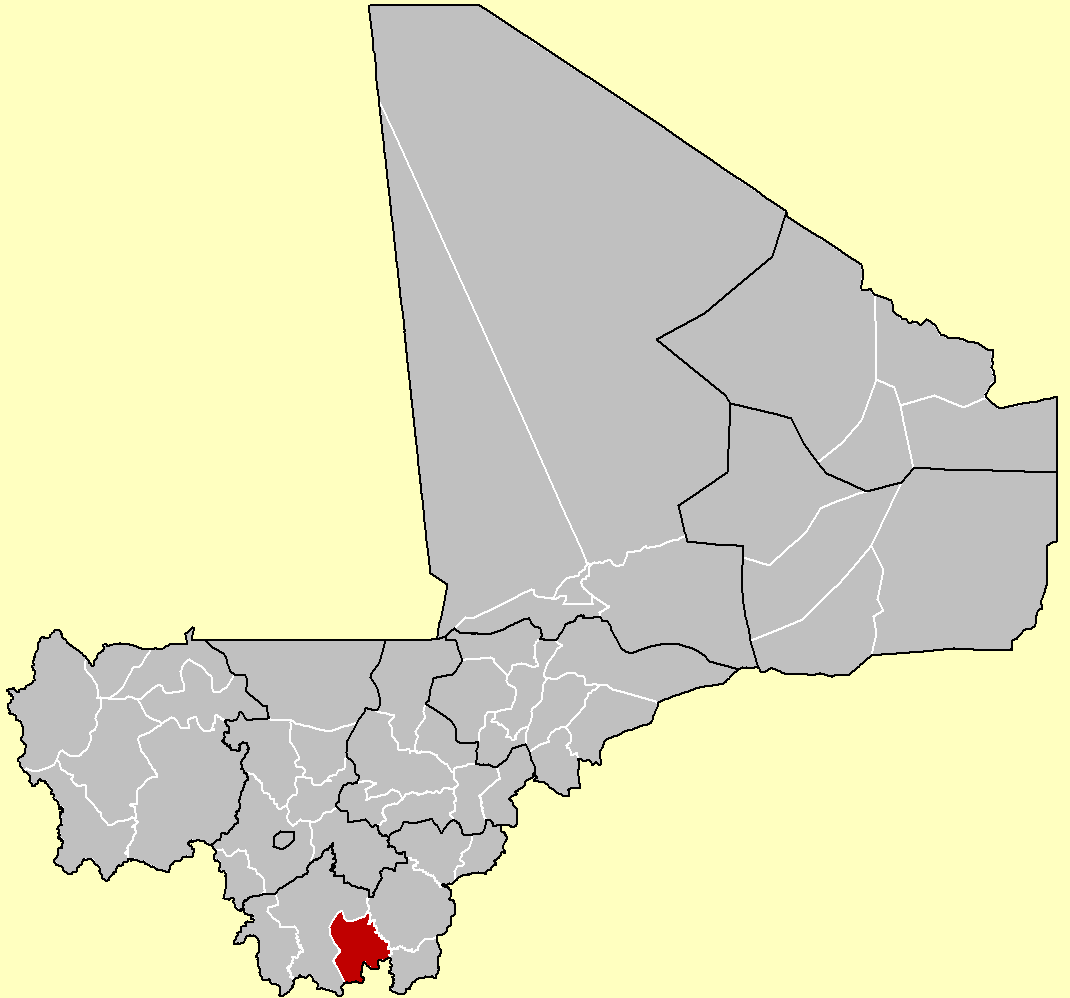

科隆迪耶巴省（法語：Cercle de Kolondiéba），是馬里的省份，位於該國南部，由錫卡索區負責管轄，首府設於科隆傑巴，面積9,200平方公里，2009年人口202,618，人口密度每平方公里22人。